# Джон Тиндал
Джон Тиндал (на английски: John Tyndall) е ирландски физик. Първоначално изследва диамагнетизма, а по-късно – свойствата и поведението на атмосферата и ледниците.
Роден е на 2 август 1820 г. в Лохлинбридж, графство Карлоу, Ирландия.
Посещава Марбургския университет (1848 – 1851). Получава докторска степен, като научен ръководител му е Роберт Бунзен. От 1853 става професор в Кралския институт на Великобритания.
През 1876 г. се жени за Луиза, дъщеря на лорд Клод Хамилтън.
Прекарва последните години от живота си в Хейзълмир, Съри, Великобритания.
Умира на 4 декември 1893 г. след като съпругата му неволно му дава свръхдоза от лекарството, което той взема за безсъние.

## Трудове
Основните трудове на Тиндал са в областите магнетизъм, акустика, поглъщане на топлинното излъчване от газове и пари, разсейване на светлината в мътни среди (вж. ефект на Тиндал). Изучава строежа и движението на ледниците в Алпите. В негова чест е наречен ледникът Тиндал в националния парк „Торес дел Пайне“ в Чили.
Предлага начин за стерилизация чрез метода на дробната пастьоризация, впоследствие наречен тиндализация.
Автор е на научнопопулярни книги, преведени на много езици. Тиндал е бил сътрудник на Фарадей, на когото е посветил книгата „Фарадей като изследовател“ (1868).
На 1 юни 2007 г. астероид е наречен 22694 Tyndall в негова чест.